# Automeris innoxia
Automeris innoxia är en fjärilsart som beskrevs av William Schaus 1906. Automeris innoxia ingår i släktet Automeris och familjen påfågelsspinnare. Inga underarter finns listade i Catalogue of Life.